# Kingston (New York)
Kingston város az USA New York államában, Ulster megyében, melynek megyeszékhelye is. Lakosainak száma 24 069 fő (2020. április 1.).

## Népesség
A település népességének változása:
| Lakosok száma | 6315 | 23 893 | 24 069 |
|               | 1870 | 2010   | 2020   |